# Musculus auricularis posterior

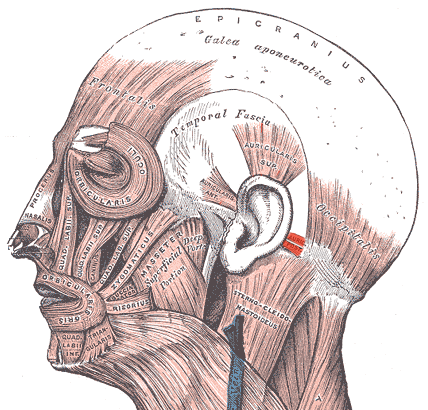
A fej izmai (a nyíl mutatja az apró izmot)

A musculus auricularis posterior egyike a három "fülizomnak".

## Eredés, tapadás, elhelyezkedés
A fül mögött található. Kettő vagy akár három izomkötegből is állhat. A falcsont (os temporale) csecsnyúlványáról (processus mastoidus) ered. A fül mögött tapad.

## Funkció
A fülkagyló apró mozgatása hátrafelé.

## Beidegzés, vérellátás
A nervus facialis ramus temporalis nervi facialis nevű ága idegzi be. A fülizmokat az arteria occipitalis ramus auricularis arteriae occipitalis nevű ága, az arteria auricularis posterior és ennek egy apró ága az ramus auricularis arteriae auricularis posterioris valamint az arteria temporalis superficialis ramus auriculares anteriores arteriae temporalis superficialis nevű ága látja el vérrel.

## Külső hivatkozások
- Fül-orr-gége